# Stadion Zlotowy w Krakowie
Stadion Zlotowy – stadion w Krakowie, funkcjonujący w latach 1910–1911 (wówczas Austro-Węgry), wybudowany na potrzeby V Zlotu Sokolstwa Polskiego w Krakowie w 500. rocznicę bitwy pod Grunwaldem, później był wykorzystywany także przez kluby piłkarskie do rozgrywania spotkań. Stadion mógł pomieścić 35 000 widzów.

## Architektura
Obiekt, zaprojektowany przez J. Perosia, posiadał prostokątne boisko o wymiarach 138 × 109 m (większe niż standardowe boisko piłkarskie), które otoczone było z czterech stron drewnianymi trybunami. Pośrodku trybun wzdłuż boiska, od strony parku Jordana znajdował się pawilon główny z dwiema wieżami wysokimi na 16,5 m, krytymi słomianym dachem. Na szczycie trybun po przeciwległej stronie boiska znajdował się zadaszony pawilon dla gości. Pod trybunami umieszczono kasy, szatnie, stajnie, bufety, cukiernie, pogotowie pożarowe i lekarskie, kancelarię zlotową oraz pocztę. Do stadionu doprowadzono wodociąg.

## Historia
Stadion Zlotowy – później zwany również Pozlotowym – powstał w 1910 roku na skraju krakowskich Błoń. Obiekt wybudowano jako główne miejsce uroczystości V Zlotu Sokolstwa Polskiego, zorganizowanego w Krakowie w 500. rocznicę bitwy pod Grunwaldem. Obchody te odbyły się w dniach 14–18 lipca 1910 roku. Zlot ten był ogromną manifestacją patriotyczną. Do liczącego wówczas niecałe 140 tys. mieszkańców Krakowa zjechało 150 tys. Polaków z terytoriów zaborów. Na stadionie odbywały się m.in. pokazy gimnastyczne, zawody sportowe, ćwiczenia publiczne czy przemówienie biskupa Władysława Bandurskiego. Po uroczystościach związanych ze zlotem stadion wynajęto trzem krakowskim klubom piłkarskim – Cracovii, Wiśle oraz Robotniczemu Klubowi Sportowemu. Późną jesienią roku 1911 trybuny zostały rozebrane, choć na pozostałym boisku w piłkę nożną grano jeszcze przynajmniej do 1914 roku. Obecnie po stadionie nie ma już żadnego śladu.